# 罗天麟
罗天麟（？—1346年），江浙行省福建道汀州路莲城县（今福建省龙岩市连城县）隔川乡人，元朝中期闽西农民起义首领。
罗天麟世代务农为生。元顺帝至正四年（1344年）冬，罗天麟在连城应募入伍位军士。以他的表弟隔川乡人陈积万家作为驻地，进行联络反抗元朝。至正六年（1346年）六月，汀州（今福建长汀）连城县人罗天麟、陈积万起兵反抗元朝，攻克连城县，势力非常强大。他们攻取宁化县后，立即挺进汀州路的驻地长汀，七月中旬占据长汀城。罗天麟、陈积万随即分兵攻上杭县、武平县、江西行中书省瑞金县。八月，转战归化县、将乐县，直抵顺昌县，逼进延平路（今福建省南平市），想要直取福州，北上建宁（今福建省建瓯）入浙江。元顺帝派福建元帅府经略真宝、万户廉和尚讨伐罗天麟、陈积万。八月，元顺帝再派江浙行省右丞忽都不花、江西行省右丞秃鲁率军合围。九月，元军重新占领汀州，十月，在延平路之西元军包围义军，罗德用献罗天麟、陈积万二人首级投降元朝。